# Bayerisches Löffelkraut
Das Bayerische Löffelkraut (Cochlearia bavarica) ist ein nur im südlichen Teil Bayerns endemisch vorkommender Angehöriger der Kreuzblütengewächse (Brassicaceae).

## Erscheinungsbild
Cochlearia bavarica ist eine artgewordene Hybride des Pyrenäen-Löffelkrauts (Cochlearia pyrenaica) und des Echten Löffelkrauts (Cochlearia officinalis). Es steht in seinem Erscheinungsbild zwischen diesen Arten.
Die in der Regel mehrjährige krautige Pflanze erreicht meist Wuchshöhen von 25 bis 45 cm. Sie ist gänzlich kahl. Die oberen stängelumfassenden Laubblätter haben eine Länge von 4 bis 6 cm. Die lang gestielten Grundblätter sind von nierenförmiger Gestalt und meist 2 bis 6 cm breit.
Die Kronblätter sind weiß und bis 7,5 mm lang.
Die Fruchtstiele stehen meist aufrecht von der Traubenachse ab. Die Schötchen sind eiförmig und an beiden Enden meist verschmälert. Der Griffel besitzt an reifen Früchten eine Länge von etwa 0,4 bis 0,8, teilweise auch bis 1 mm.
Die Samen sind etwa 1,8 bis 2,4 mm lang.
Cochlearia bavarica blüht vorwiegend in den Monaten Mai und Juni.
Die Chromosomenzahl beträgt 2n = 36.

## Standortansprüche, Verbreitung, Gefährdung, Schutzprojekte
Das Bayerische Löffelkraut wächst in Quellflurgesellschaften oder Kalkflachmooren. Es bevorzugt dabei nasse, nährstoffarme Kalktuffstrukturen und kalkhaltige, torfige Moorböden. Nach Dörr und Lippert wächst sie im bayrischen Allgäu an quelligen Hangstellen nicht selten mit Sinterbildung, an Gräben und in der Uferzone von Bächen und kleinen Fischteichen, im offenen Gelände wie auch im Mischwald, dort mit verminderter Vitalität. Sie steigt bis zu 800 Metern Höhe auf.
Die Art ist in Bayern endemisch und kommt nur an wenigen Standorten im Süden Schwabens und Oberbayerns vor, zum Beispiel im Kupferbachtal bei Glonn.
Cochlearia bavarica ist nach der Bundesartenschutzverordnung besonders geschützt und gilt als stark gefährdet. So hat der Bestand am Seebach bei Obergünzburg zwischen 1984 und 2014 stark abgenommen. In Deutschland ist die Art zudem als eine nationale Verantwortungsart innerhalb der Nationalen Strategie zur biologischen Vielfalt der Bundesregierung eingestuft.
Der Bund Naturschutz Bayern e. V. betreut ein Biodiversitätsprojekt Löffelkraut & Co mit einer eigenen Webseite. Es wird gefördert im Rahmen des Bundesprogramms Biologische Vielfalt, als eine Nationale Strategie zur biologischen Vielfalt, die auf die Idee des Clearing-House-Mechanismus zur Umsetzung der internationalen Biodiversitätskonvention zurückgeht. Ein Schwesterprojekt zum Geschnäbelten Hahnenfuss (Ranunculus rostratulus, Ranunculus auricomus agg.) ist integriert.

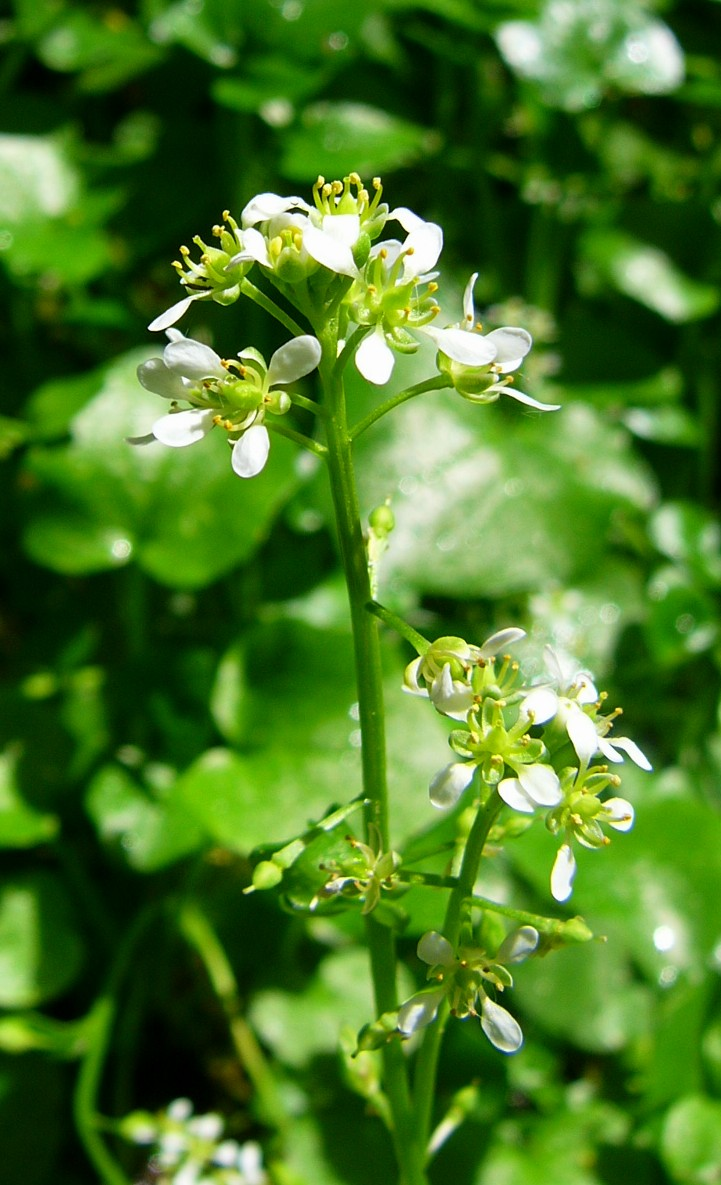
Habitus
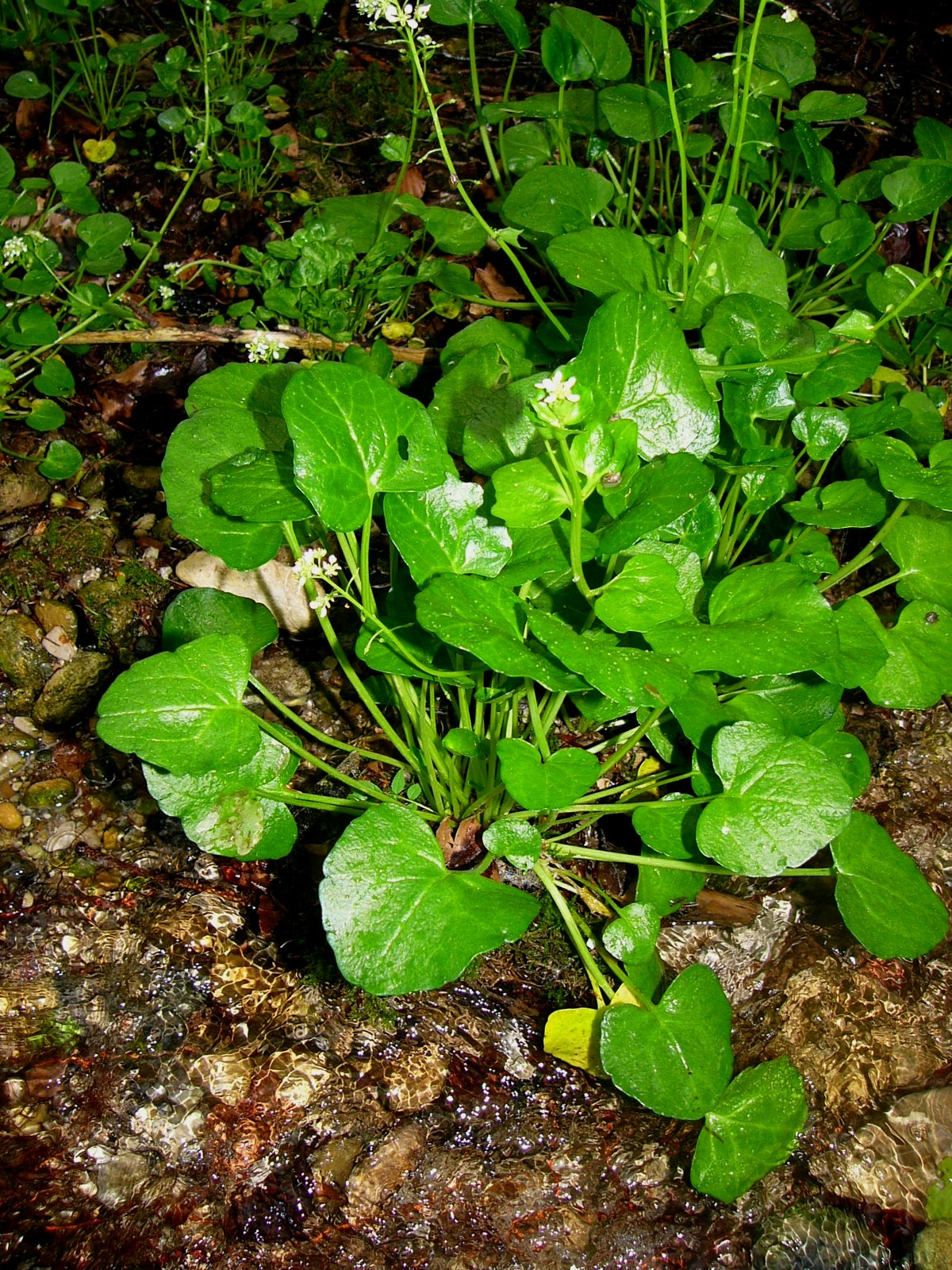
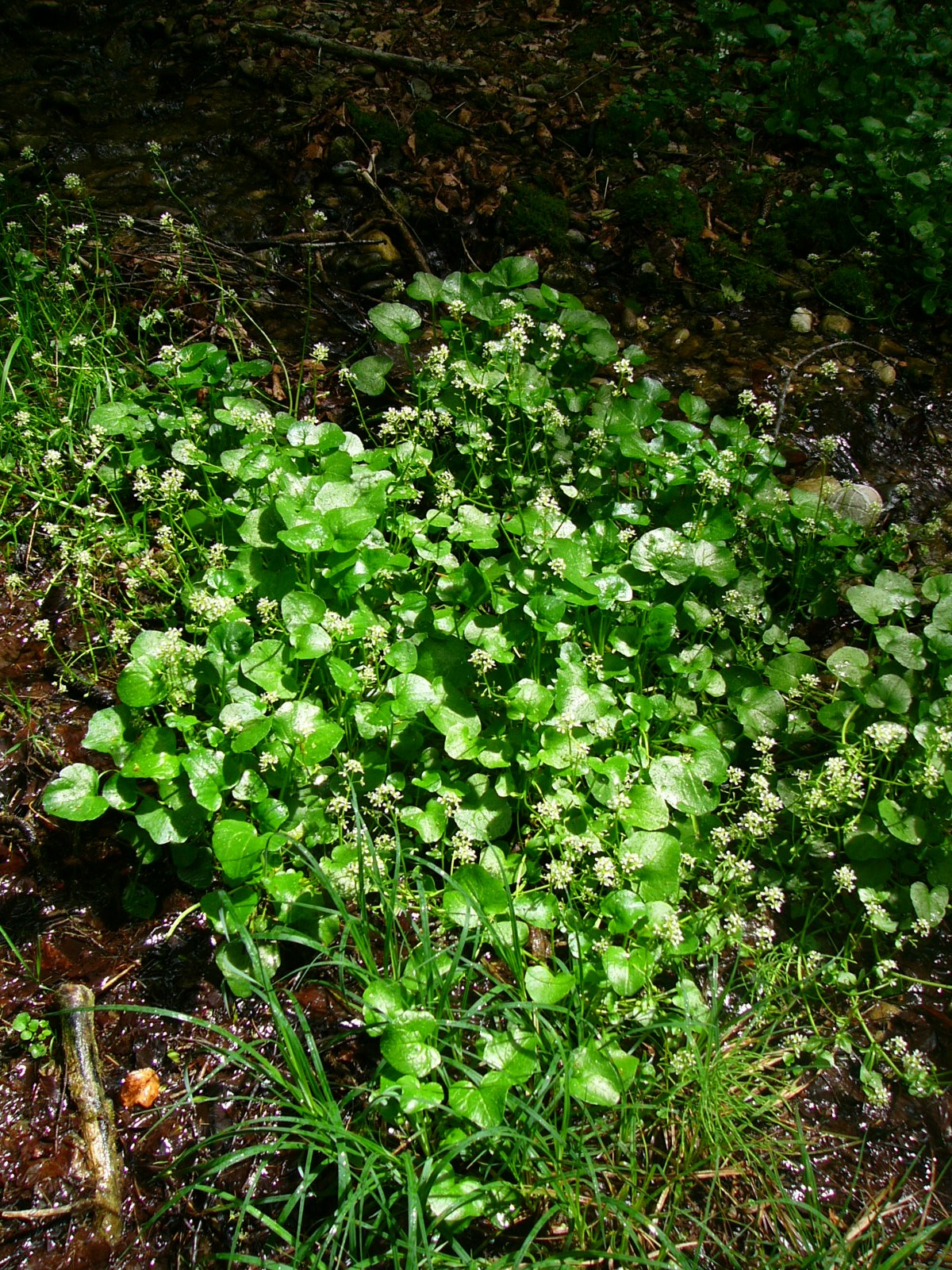
Fundort: Katzbrui bei Mindelheim
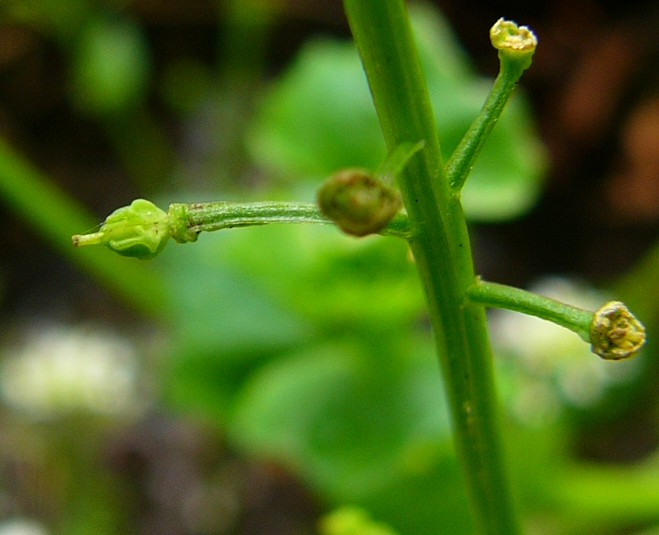
Frucht
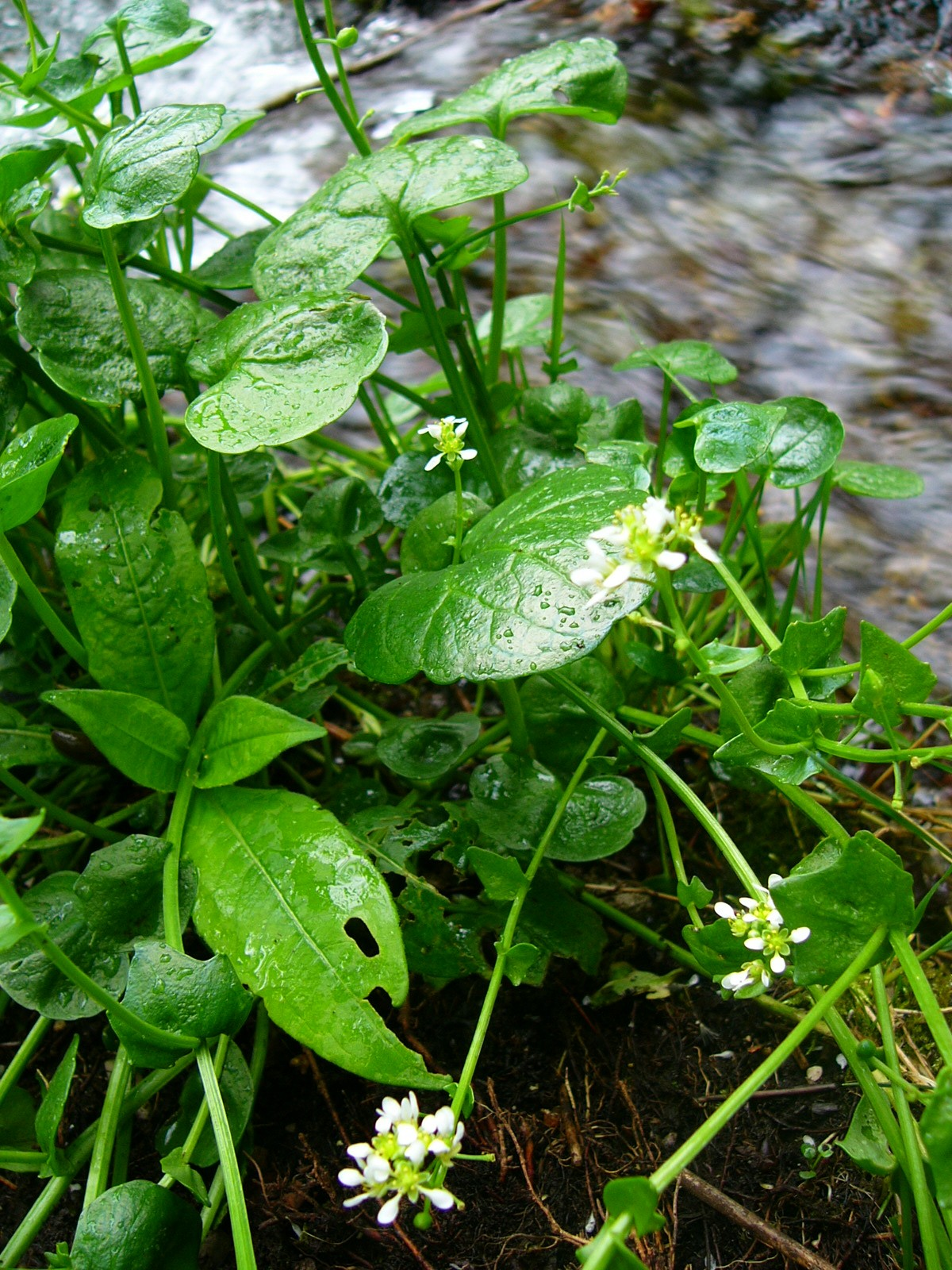